# Autocycle Engineering
Autocycle Engineering war ein australischer Hersteller von Automobilen.

## Unternehmensgeschichte
Das Unternehmen begann 1984 mit der Produktion von Automobilen. Der Markenname lautete Wasp. Im gleichen Jahr endete die Produktion. Nur wenige Fahrzeuge wurden verkauft.

## Fahrzeuge
Das einzige Modell war ein Dreirad mit hinterem Einzelrad. Verschiedene Motorradmotoren mit bis zu 110 kW Leistung trieben die Fahrzeuge an. Der Neupreis lag zu hoch für einen größeren Markterfolg.